# Postcyberpunk
Le postcyberpunk est un sous-genre de la science-fiction qui a émergé du mouvement cyberpunk. Comme celui-ci, le postcyberpunk se concentre sur les développements technologiques dans des sociétés du futur proche, en examinant par exemple les impacts sociaux de la télécommunication à outrance, de la génétique et de la nanotechnologie. Néanmoins, à la différence du cyberpunk « classique », les œuvres postcyberpunk mettent en scène des personnages qui essaient d’améliorer leurs conditions sociales (ou en tout cas d’empêcher les choses d’empirer).
Par ailleurs, dès les années 1990, certains artistes du monde de l'art performance tels que Stelarc, Eduardo Kac, Orlan, Zhu Yu et André Éric Létourneau ont fait sortir ces concepts des seuls univers littéraires et cinématographiques.

## Définition
Le terme postcyberpunk est utilisé pour la première fois aux alentours de 1991 pour décrire le roman de science-fiction de Neal Stephenson Le Samouraï virtuel (Snow Crash).
En 1998, l'écrivain et critique Lawrence Person écrit un article nommé Notes pour un manifeste postcyberpunk, qu'il publie dans le magazine à faible tirage Nova Express puis l’année suivante en ligne sur le site Web Slashdot. L'article identifie l'émergence d'un courant postcyberpunk par rapport au cyberpunk, qui lui a été populaire à la fin des années 1970 et durant les années 1980 (on peut citer notamment le film Blade Runner et le roman Neuromancien de William Gibson).
« Le Postcyberpunk fait apparaître des personnages et des cadres différents du cyberpunk, et, surtout, fait des hypothèses fondamentalement autres sur le futur. Loin d’être des marginaux solitaires, les personnages de postcyberpunk font bien souvent partie intégrante de la société (autrement dit, ils ont un emploi). Ils évoluent dans un futur qui n’est pas nécessairement anti-utopique (en fait, ils baignent souvent dans un optimisme qui va de la prudence à l’exubérance), mais leur vie quotidienne reste marquée par le renouvellement technologique rapide et une infrastructure informatisée omniprésente. » (Notes Toward a Postcyberpunk Manifesto, 1998).
Comme son prédécesseur, le postcyberpunk décrit un futur proche et réaliste plutôt que des futurs lointains se déroulant dans l'espace. L'attention est portée sur les effets sociaux de la technologie déployée sur Terre plutôt que sur les voyages dans l'espace. On peut affirmer que le postcyberpunk est différent du cyberpunk par les éléments suivants :
- le cyberpunk traite typiquement de solitaires dépendant au sein d'une dystopie. Le postcyberpunk tend à traiter des personnes qui sont plus impliquées dans la société et qui agissent pour défendre un ordre social existant ou pour créer une meilleure société. Leur condition sociale a changé. Issus des couches moyennes de la population, ils ont fondé une famille, ont une vie sociale, des responsabilités, et sont suffisamment intégrés à la société pour prospérer et se reproduire. Il est à signaler que les descriptions très détaillées de l’environnement des personnages sont très présentes.
- L’individu postcyberpunk a donc tendance à être chaleureux et drôle, alors que le cyberpunk était froid et sinistre. La science-fiction tente la séduction par l'optimisme après des années de séduction par l’effroi.
- Avec le cyberpunk, les effets aliénants de la nouvelle technologie sont mis en exergue, tandis qu'avec le postcyberpunk, la technologie est la société (incluant plus de thèmes technocratiques et relatifs au revers de la médaille de la technologie que le cyberpunk).

On peut aussi caractériser le postcyberpunk par les points suivants :
- Une description plus réaliste des ordinateurs, consistant par exemple à substituer la réalité virtuelle classique en cyberpunk par un réseau de voix, d'image, de son ou d'holographie basé sur Internet.
- L'abandon des implants métalliques au profit de modifications du corps recourant aux biotechnologies (notamment la nanotechnologie).

Le postcyberpunk a sans doute en partie émergé du fait que les auteurs de science-fiction et la population en général ont commencé à utiliser les ordinateurs, Internet, les PDA pour eux-mêmes, sans souffrir de la fracture numérique massive prédite dans les années 1970 et 1980.
L’idée sous-jacente est donc d’humaniser, en quelque sorte, l’univers cyberpunk. Les visions cauchemardesques engendrées par le genre, y compris et surtout dans l’imaginaire populaire, ont recouvert ce qu’un tel futur pouvait contenir de désirable. Il ne s’agit pas de dire que le paradis technologique est pour demain, mais qu’il est possible d’être bien portant et sain d’esprit dans un univers hyper-technologique.

## Auteurs
Certains auteurs qualifiés par autrui de postcyberpunk ont adopté ce qualificatif. Cependant, la classification est toujours difficile ; de nombreuses œuvres explorent les thèmes du postcyberpunk d'une manière dystopique par exemple Féerie de Paul J. McAuley ou, de manière moins sombre, Demolition Man. Certains auteurs sont difficiles à classer. Ainsi, l’œuvre de Greg Egan est très inventive, et elle ne peut pas entièrement être définie par un « mouvement » ou un « sous-genre ». On peut citer parmi les auteurs importants : Neal Stephenson (L’Âge de diamant), Ian McDonald (Necroville), Greg Bear (Slant), et Bruce Sterling (Les mailles du réseau, Feu Sacré).

## Œuvres postcyberpunk

### Littérature
- Interface de M. T. Anderson
- Le Peuple d'argile de David Brin
- Down and Out in the Magic Kingdom de Cory Doctorow
- Isolation, La Cité des permutants, L'Énigme de l'univers, Diaspora, Téranésie de Greg Egan
- L'une rêve et l'autre pas de Nancy Kress
- The Star Fraction et The Stone Canal de Ken MacLeod
- Féerie de Paul J. McAuley
- Altered Carbon, Anges déchus et Market Forces de Richard K. Morgan
- Le Samouraï virtuel et L'Âge de diamant de Neal Stephenson
- Les Mailles du réseau et Le Feu sacré de Bruce Sterling
- Crépuscule d'acier et Accelerando de Charles Stross
- La série des Autremonde de Tad Williams

### Bandes dessinées, comics et manga
- Transmetropolitan par Warren Ellis et Darick Robertson
- Eden de Hiroki Endo
- La série The Invisibles de Grant Morrison (qui soutient que Matrix a été influencé par son travail) inclut le postcyperpunk parmi ses diverses influences.
- La série des Ghost in the Shell de Masamune Shirow

### Cinéma et télévision
- Ghost in the Shell et Innocence : Ghost in the Shell 2 de Mamoru Oshii.

### Jeux vidéo
- Deus Ex et Deus Ex: Invisible War de Ion Storm, Deus Ex: Human Revolution et Deus Ex: Mankind Divided de Eidos Montréal. Les héros de ces jeux ont un métier et les oppositions entre implants (mécaniques, nanotechnologiques) sont au centre du premier jeu.
- The Red Strings Club, de Deconstructeam.
- Final Fantasy VIII mettant en scène des étudiants dans un univers contemporain et hautement numérisé mais sans les aspects pessimistes et inquiétants du jeu précédent.

### Jeux de rôle
- Transhuman Space, de David L. Pulver, illustré par Christopher Shy, publié par Steve Jackson Games et utilisant le système Powered by GURPS.
- Ex Machina, publié par Guardians of Order et disponible en version Tri-Stat et d20 System.
- Eclipse Phase, publié par Posthuman Studios et traduit par Black Book Editions, sous licence Creative Commons.